# Le Jardin
Le Jardin ist eine ehemalige französische Gemeinde mit 77 Einwohnern (Stand: 1. Januar 2019) im Département Corrèze in der Region Nouvelle-Aquitaine.
Der Erlass vom 30. September 2021 legte mit Wirkung zum 1. Januar 2022 die Eingliederung von Le Jardin zusammen mit der früheren Gemeinde Montaignac-Saint-Hippolyte zur neuen Commune nouvelle Montaignac-sur-Doustre fest. Die früheren Gemeinden erhielten hierbei nicht den Status von Communes déléguées.

## Geografie
Die Gemeinde liegt im Zentralmassiv am linken Ufer der Doustre und ist von ausgedehnten Wäldern umgeben. Tulle, die Präfektur des Départements liegt ungefähr 30 Kilometer südwestlich und Égletons etwa 10 Kilometer nördlich sowie Ussel rund 40 Kilometer nordöstlich.
Umgeben wird Le Jardin von den Nachbargemeinden und einem weiteren Ortsteil der Commune nouvelle:
|                       | Montaignac-Saint-Hippolyte Ortsteil von Montaignac-sur-Doustre |                       |
|                       | Kompassrose, die auf Nachbargemeinden zeigt                    | Saint-Hilaire-Foissac |
| Champagnac-la-Noaille |                                                                | Lafage-sur-Sombre     |

## Wappen
| Wappen von Le Jardin | Blasonierung: „In Gold und Rot geviert, ein Rot-Gold geschachter Herzschild aufliegend.“ |
| Wappen von Le Jardin |                                                                                          |

## Einwohnerentwicklung
| Jahr      | 1962 | 1968 | 1975 | 1982 | 1990 | 1999 | 2006 | 2013 | 2019 | 2022 |
| --------- | ---- | ---- | ---- | ---- | ---- | ---- | ---- | ---- | ---- | ---- |
| Einwohner | 45   | 85   | 79   | 65   | 71   | 75   | 73   | 85   | 77   | 78   |